# Rafael Lozano
Rafael Lozano est un boxeur espagnol né le 25 janvier 1970 à Cordoue, connu sous le nom de "Balita".

## Carrière
Il participe à trois reprises aux tournois de boxe des Jeux olympiques (1992, 1996, 2000). Lors des deux dernières éditions, il remporte respectivement la médaille de bronze puis d'argent (battu seulement en finale à Sydney par Brahim Asloum).
Il est médaillé d'argent en poids mi-mouches aux Jeux méditerranéens de 1993 et médaillé de bronze en poids mi-mouches aux Jeux méditerranéens de 1991, aux Championnats d'Europe de boxe amateur 1996 et aux Jeux méditerranéens de 1997.